# Petr II. Sicilský
Petr II. Sicilský (sicilsky Petru II di Sicilia, italsky Pietro II di Sicilia, 1305 – 15. srpna 1342 Calascibetta) byl sicilský král.

## Život
Byl synem krále Fridricha II. a Eleonory, dcery neapolského krále Karla Chromého. Již roku 1321 byl korunován a stal se tak otcovým spoluvládcem. 23. dubna 1322 se v Catanii oženil s Alžbětou, dcerou korutanského vévody Oty III. Údajně byl lehce manipulovatelný, manželka na něj měla veliký vliv. Jeho vláda byla poznamenána spory koruny s místní šlechtou, především s rody Ventimiglia, Palizzi, Chiaramonte a Antiochia. Zemřel nečekaně v srpnu 1342 a byl pohřben v katedrále v Palermu v sarkofágu císaře Fridricha II. Jeho nástupcem se stal teprve pětiletý syn Ludvík.

## Vývod z předků
| Předchůdce: Fridrich II. | Znak z doby nástupu | Sicilský král 1337–1342 | Znak z doby konce vlády | Nástupce: Ludvík |